# Marbre de Saint-Berthevin
Le marbre de Saint-Berthevin ou encore marbre de Laval est une variété de marbre rouge ou rose extrait à Saint-Berthevin près de Laval utilisée pour les objets ou les monuments. 

## Histoire
« Un jour donc, dit Bourjolly, qu'ils passaient le Vicoin à Saint-Berthevin, proche Laval, le moine aperçut une pierre ou caillou verd que l'eau avait lavé, et l'ayant bien considéré, il dit à l'Evesque de Dol que cette pierre dure ainsy qu'elle étoit se pourroit polir comme le jaspe ou le marbre. Lors il commanda au moine, qui était homme bien entendu à tailler et polir les pierres, de la faire transporter au prieuré de Sainte-Catherine..... ».
Les chroniqueurs comme Charles Maucourt de Bourjolly indique qu': Ordinairement, François de Laval se faisait accompagner par un frère cordelier, fils d'un architecte d'Orléans. Ce frère ébauche et polie cette pierre, et la transforme en un petit vase en forme de cul-de-lampe pour servir de bénitier au haut de l'église de Sainte-Catherine.
On peut dater de 1547 la découverte du marbre de Saint-Berthevin. Par la suite, des carrières ouvertes à Saint-Berthevin et dans les communes environnantes fournirent leurs belles colonnes aux autels d'Avesnières, de la Trinité de Laval et de Saint-Maurice d'Angers. Le marbre de la carrière du Chastellier fournit les plus beaux spécimen allant du brun rouge au lilas pâle.
Au XVIIe siècle, on compte 3 carrières :
- La Chambrulerie[5], dont on tirait un calcaire dur, servant à la construction courante. Cette carrière a servi au début de son exploitation au début du XVIIe siècle à fournir des colonnes de marbre rouge, probablement destinés à quelques retables[6] ;
- La carrière de Grenoux, qui fournissait du marbre noir ;
- Le Châtelier ou Châtelet à Saint-Berthevin, qui a fourni les premières colonnes de retables lavallois[7] au début du XVIIe siècle. Par la suite, sortirent des quantités de colonnes, balustres, plaques que l'on peut trouver sur les façades des églises de l'Ouest de la France, ou encore qui contribue à la décoration de La Sorbonne, du Louvre, de la Malmaison. Le marbre de Versailles provient en partie de Laval et de Sablé.

### Architectes et marbre
Ce marbre est utilisé par les architectes lavallois Étienne Corbineau, Pierre Corbineau et Langlois, ou encore le sculpteur François Vignier pour leurs réalisations. Ils sont à l'origine de l'école lavallois de retables.
Nommé architecte de la ville de Laval en 1645, les Corbineau sont associés à d'autres architectes pour l'exploitation des marbres de Saint-Berthevin. Ce marbre trouvait son emploi dans les autels que construisaient les Corbineau. 
En 1642, c'est pour le duc de la Trémoille, et suivant le dessin que lui a remis Monseigneur le duc, qu'il passe un important marché avec les marbriers Jean Nicquet et Philippe Cuvelier.

## Monuments
On trouve du marbre de Saint-Berthevin dans les monuments suivants :
- Côtes-d'Armor :
  - Lamballe, bénitier de la collégiale Notre-Dame de Lamballe
- Ille-et-Vilaine :
  - Bais, retable de l'église Saint-Marse de Bais
  - Fougères, autel de l'église Saint-Sulpice de Fougères
  - Rennes, colonnes de la basilique Saint-Sauveur[10]
- Maine-et-Loire :
  - Chazé-sur-Argos, cheminée à la Borderie
- Mayenne :
  - Ahuillé, colonne du cimetière, près de l'église Notre-Dame-de-l'Assomption d'Ahuillé
  - Ballée, bénitier de l'église (XVIIe siècle)
  - Hambers, autel de l'église
  - Laval, Ursulines de Laval
  - Laval, fontaine Saint-Tugal
  - Saint-Berthevin, église
- Sarthe : plusieurs monuments du site de Cherré/Aubigné-Racan.
- Deux-Sèvres :
  - Thouars, balustres du grand escalier du château des ducs de La Trémoïlle.

## Note
1. ↑  Daniel Oehlert, Notes géologiques sur le département de la Mayenne, p. 76
2. ↑  Daniel Oehlert, Notes géologiques sur le département de la Mayenne, p. 77
3. ↑  Ce bénitier a disparu depuis, après un nouveau séjour dans la chapelle de Beauregard.
4. ↑  Sur le bord duquel est gravé F. de Laval, E. de Dol et au-dessous de ce vase il y a la figure d'un petit ange avec ce chiffre 1547, qui est l'année que le bénitier fut fait.
5. ↑  Sur le territoire actuel de Laval.
6. ↑  Jacques Salbert ajoute comme celles qui firent l'objet d'une contestation entre Tugal Caris et Etienne Arnoul en 1636.
7. ↑  Marchés de Chantepie en 1606, et d'Agenyau en 1610 pour l'église Saint-Vénérand de Laval.
8. ↑  Etienne obtient une concession de carrière d'Adenette Gastin, dame du Chastellier il doit ouvrir, en comblant la partie abandonnée et mettant avec soin la bonne terre en dessus, et payer 4 livres tournois par charretée de marbre.
9. ↑  Ceux-ci s'engagent à lui fournir vingt-six balustres de marbre de Saint-Berthevin, dont quatorze de 3 pieds de longueur et grosseur à proportion, et douze de 2 pieds 7 pouces, et six pieds d'estaux qui porteront leurs corniches tout autour par le hault avec un plinte par le bas, de 3 pieds de hault, et trente pieds de corniche moulurée. . Rien n'indique à quelle église ou à quelle demeure, château de Laval, d'Olivet ou autre, était destinée cette décoration de marbre.
10. ↑  
« L'église de Saint-Sauveur, sans avoir rien d'extraordinaire, me paraît la plus jolie de Rennes. Un mauvais tableau y représente la Vierge préservant de l'incendie de cette ville la place des Lices, qui ne fut pas atteinte par le feu. C'est une offrande faite par les habitants du quartier épargné. Un beau baldaquin, supporté par quatre colonnes de marbre de Saint-Berthevin, forme, avec une belle chaire en fer, tout ce que l'intérieur a de plus curieux. »
— Régis Jean François Vaysse de Villiers, Itinéraire descriptif ou description routière, géographique, historique et pittoresque de la France et de l'Italie, 1822, Vaysse de Villiers